# Przestrzeń Hausdorffa

Punkty są rozdzielone przez ich otoczenia otwarte

Przestrzeń Hausdorffa – wprowadzony przez Feliksa Hausdorffa rodzaj przestrzeni topologicznej o porządnych właściwościach. Ta naturalna własność była początkowo postulowana w definicji przestrzeni topologicznej, jednak wraz z rozwojem teorii wydzielono ją jako jeden z możliwych „aksjomatów oddzielania” nakładanych na abstrakcyjną przestrzeń topologiczną (zob. Przykłady). Z tego powodu o przestrzeniach Hausdorffa mówi się też, iż spełniają aksjomat „{\displaystyle T_{2}}” bądź, według innej klasyfikacji, aksjomat „{\displaystyle R_{1}}”; dla zwięzłości określa się je również jako „przestrzenie {\displaystyle T_{2}}” (bądź „{\displaystyle R_{1}}”).
Przestrzeń topologiczną {\displaystyle X} nazywa się przestrzenią Hausdorffa, jeżeli dla dowolnych dwóch różnych jej punktów {\displaystyle x,y} można wskazać ich rozłączne otoczenia {\displaystyle U,V,} tzn. takie rozłączne zbiory otwarte tej przestrzeni, które spełniałyby {\displaystyle x\in U} oraz {\displaystyle y\in V.}

## Przykłady
Większość naturalnych przykładów przestrzeni topologicznych spełnia własność Hausdorffa, w szczególności są to przestrzenie: liczb rzeczywistych z topologią naturalną (ogólniej przestrzenie euklidesowe), czy przestrzenie metryczne.
Każda przestrzeń regularna ({\displaystyle T_{3}}) jest przestrzenią Hausdorffa ({\displaystyle T_{2}}), lecz niekoniecznie na odwrót: przykładem może być przedział jednostkowy {\displaystyle X=[0,1]} z topologią otrzymaną jako rozszerzenie topologii naturalnej (tzn. prostej rzeczywistej) o zbiór {\displaystyle [0,1]\setminus \left\{{\frac {1}{n}}\colon n=2,3,4,\dots \right\}.}
Podobnie każda przestrzeń {\displaystyle T_{2}} jest przestrzenią {\displaystyle T_{1}}, choć niewykluczona jest sytuacja odwrotna – przykładami mogą być zbiór liczb rzeczywistych z topologią dopełnień skończonych, w której zbiorami otwartymi są tylko zbiór pusty i zbiory o skończonych dopełnieniach, czy analogicznie definiowaną topologią dopełnień co najwyżej przeliczalnych.

## Własności
- Przestrzeń {\displaystyle X} jest Hausdorffa wtedy i tylko wtedy, gdy przekątna {\displaystyle \{(x,x)\colon x\in X\}} jest zbiorem domkniętym w przestrzeni produktowej {\displaystyle X\times X.}
- Niech {\displaystyle f,g\colon X\to Y} będą przekształceniami ciągłymi dowolnej przestrzeni topologicznej {\displaystyle X} w przestrzeń Hausdorffa {\displaystyle Y.} Wówczas zbiór {\displaystyle \{x\in X\colon f(x)=g(x)\}} argumentów, na którym wartości tych funkcji są równe, jest domknięty w {\displaystyle X.} W szczególności, jeśli wykresy {\displaystyle f,g} pokrywają na zbiorze gęstym przestrzeni {\displaystyle X,} to są one równe.
- Ciągi zbieżne w przestrzeni Hausdorffa mają wyłącznie jedną granicę, tzn. granica ciągu zbieżnego jest wyznaczona jednoznacznie.
- Własność „hausdorffowości” przestrzeni jest dziedziczna, tzn. podprzestrzeń przestrzeni Hausdorffa jest przestrzenią Hausdorffa.
- Przestrzeń produktowa przestrzeni Hausdorffa również jest Hausdorffa.
- Zwarte podprzestrzenie przestrzeni Hausdorffa są domknięte (istnieją przestrzenie {\displaystyle T_{1}} niemające tej własności).